# José Antonio Cubero Vega
José Antonio Cubero Vega (1822–1910) nace en San Esteban del Toral (León),  hijo de Tomás Antonio Cubero Vega, titular del «Mayorazgo de los Cubero» de San Esteban del Toral, fundado en 1789, siendo un hacendado relacionado con la vida política municipal y provincial.

## Biografía
Hijo de Tomás Antonio Cubero Vega y de Isabel de Vega, oriunda de Rodanillo, contrae esponsales con Francisca Fernández Villaverde, hija de Tomás Fernández, natural de San Román de Bembibre, y Juana Villaverde, coterránea de Bembibre, falleciendo ella el 25 de mayo de 1908, a los 76 años de edad, y él el 2 de marzo de 1910, a los de 88 años, ambos en San Esteban del Toral, habiendo quedado fruto de esta unión dos hijos y cinco hijas.

## Vida pública
Sus contactos con la política municipal le llevan a desempeñar los cargos de alcalde de Bembibre en el periodo 1850-1851, alcalde de Viñales en el periodo 1853-1854, y diputado provincial de la diputación de León en 1872, lo que propiciará que sea conocido como José Antonio el Diputado.
Frutos de sus ascendencia, relacionada con el «Mayorazgo de los Cubero», así como de su prolífica descendencia y vínculos familiares,  Cubero es uno de los apellidos que más se repiten, junto con Colinas, López y Cobos, en la relación de alcaldes que han regido Bembibre en los ochenta mandatos constitucionales iniciados en 1812.